# Каплін Сергій Миколайович
Каплі́н Сергі́й Микола́йович (нар. 15 грудня 1979, Опришки, Глобинський район, Полтавська область, УРСР, СРСР) — український громадський діяч та політик.
Народний депутат України 7-го скликання, секретар Комітету Верховної Ради України з питань національної безпеки і оборони.
З 27 листопада 2014 р. — Народний депутат України 8-го скликання обраний по Виборчому округу № 144, Полтавська область. Перший заступник голови Комітету Верховної Ради України з питань соціальної політики, зайнятості та пенсійного забезпечення.

## Біографія
Народився в селянській родині у с. Опришки, Глобинський район, Полтавська область, Українська РСР, нині Україна. Батько — Каплін Микола Миколайович — ліквідатор аварії на Чорнобильській АЕС, після важкої хвороби на рак помер.[джерело?] Матір — Капліна Ольга Миколаївна, проживає в селі Опришки.
Закінчив Опришківську сільську загальноосвітню школу I—III ступенів і економіко-правовий коледж міста Полтава. Після школи вступив до Відкритого міжнародного університету розвитку людини «Україна». Згодом отримував освіту в Київському національному університеті ім. Т. Г. Шевченка.
1998—2002 р. — голова громадської організації «Українська ліга молодих підприємців».
З 20 років працював виконавчим директором «Кременчуцького шкіряно-лимарного комбінату».
2007-2010 роки працював помічником голови Комісії Київради з питань захисту прав споживачів, помічником голови Комітету ВРУ з питань промислової політики. Член правління УСПП. Радник голови Державного комітету з питань розвитку підприємництва та регуляторної політики. Автор багатьох проектів та публікацій.
У 24 роки став директором Агентства з питань міжнародного ділового партнерства «Укрексімцентр».
- 2006 — обраний президентом Корпорації «Екологічні ресурси». Підприємство 25 років займається проблемами екології та водокористування.
- 2007 — створив та очолив «Міжнародний інститут проблем води та енергозбереження».
- 2008 — член Громадської колегії при Міністерстві закордонних справ України.
- 2011 — лідер «Руху простих людей».
- 2012 — головний редактор газети «Іскра простих людей».

В період «Помаранчевої революції» очолював Молодіжний страйковий комітет України. Ініціатор «Податкового майдану» у Полтаві.
У 2022 році захистив докторську дисертацію на здобуття ступеня доктора філософії за спеціальністю «Право».

## Політична діяльність
У 2012 році вступив в партію «УДАР Віталія Кличка» Брав участь в парламентських виборах 2012 року в мажоритарному окрузі в місті Полтава як кандидат від «УДАРу» і був обраний народним депутатом. У парламенті був членом фракції «УДАР», секретарем парламентського комітету з питань національної безпеки і оборони.
У 2014 році на позачергових виборах до Верховної Ради був знову обраний депутатом втому ж виборчому окрузі, але на цього разу Каплін пройшов до парламенту як кандидат від «Блоку Петра Порошенка». В новому складі парламенту став першим заступником голови Комітету з питань соціальної політики, зайнятості та пенсійного забезпечення.
23 лютого 2016 року депутат Верховної Ради України Сергій Каплін повідомив на своїй сторінці в соціальній мережі Facebook про вихід зі складу депутатської фракції «Блок Петра Порошенка» та зі складу коаліції депутатських фракцій «Європейська Україна». Нардеп мотивував своє рішення провалом голосування за відставку уряду Арсенія Яценюка.

### Партія Простих Людей
27 січня 2015 року Сергій Каплін очолив «Партію простих людей». Прес-служба народного депутата повідомила, що Каплін зайнявся формуванням команди, з якою він піде на місцеві вибори. Серед основних завдань партії були вказані боротьба з олігархами і корупцією. Хоча Громадським рухом «Чесно» було помічено що серед членів та спонсорів партії були люди замішані в корупційних скандалах, як наприклад Сергій Мамяон.
6 вересня 2016 року Сергій Каплін оголосив про перейменування «Партії простих людей» в «Соціал-демократичну партію». Обґрунтувавши своє рішення тим, що нова партія буде сівпрацювати в партнерстві з профспілками, тому що сам народний депутат Сергій Каплін є представником Федерація профспілок України в Верховній раді. Варто зауважити що це вже третя Соціал-демократична партія в Україні. Існує також Соціал-демократична партія України (зареєстрована в 1993 році) і Соціал-демократична партія України об'єднана (зареєстрована в 1996 році). При цьому Каплін був депутатом від фракції Блок Петра Порошенка.

### Конфлікт навколо Соціалістичної партії України
30 вересня 2017 року Сергій Каплін на всеукраїнському з'їзді Соціалістичної партії України був обраний Головою партії. Тим часом в реєстрі політичних партій Міністерство юстиції вносить інше керівництво, яке суперечить рішенням діючої політради СПУ. Мін'юст відмовляється вносити до реєстр зміни, продиктовані рішенням Вищого адміністративного суду.Раніше СПУ очолював Олександр Мороз, який у 2012 році передав повноваження голови СПУ Павлу Устенку. У 2014  році на позачерговому XX з'їзді СПУ Устенку було висловлено недовіру, а головою СПУ було обрано Миколу Рудьковського. У серпні 2015-го Рудьковського було звільнено з посади за його ж проханням, а головою обрано Миколу Садового. На з'їзді, скликаному Садовим 2017 року, новим Головою СПУ було обрано Капліна. Натомість, політрада та політвиконком СПУ різко засудили спробу «силового» захоплення партії Іллею Кивою. Пізніше на сайті СПУ з'явилася інформація, що обрання Капліна головою СПУ було найбільшою політичною та стратегічною помилкою політсили.

### Президентські вибори 2019
Також під час агітаційної кампанії Виборів Президента України 2019 року фіксувались факти поширення агітаційної продукції від імені Сергія Капліна без вихідних даних, що є порушення законодавства

## Інциденти за участю Сергія Капліна
18 листопада 2014 року в ході акції протесту, що проходила біля будівлі Полтавської міськради, Сергій Каплін сокирою вирубав двері в кабінет мера Полтави Олександра Мамая. Після проникнення в кабінет міського голови, Каплін обсипав сіллю приміщення. Протестуючі вимагали якнайшвидшої здачі будинку в експлуатацію. Народний депутат пояснив свої дії тим, що «від народу ні за якими дверима ніколи не сховаєшся» і додав: "Рубаю вікно до Мамая, як Петро I рубав вікно в Європу ".
18 липня 2017 року Сергій Каплін побився з депутатом Ігорем Мосійчуком поруч з будівлею Печерського суду Києва. Інцидент стався під час мітингу, організованого Капліним проти Радикальної партії Олега Ляшко.

## Кримінальне переслідування
14 лютого 2014 року УМВС України в Полтавської області порушила кримінальну справу проти Сергія Капліна за статтею 377 Кримінального кодексу України. Суддя, що розглядала справу проти активістів євромайдану в Полтавській області, звернулася в міліцію із заявою, в якій стверджувалося, що народний депутат погрожував їй під час процесу. Сергій Каплін згодом заявив, що нікому не погрожував, а лише закликав судити відповідно до норм законодавства.

## Критика
Один із основних противників декомунізації у Верховній Раді, особливо відзначився у захисті назви міста Комсомольська на Полтавщині.

## Особисте життя
Сергій Каплін має трьох неповнолітніх дітей від трьох попередніх шлюбів. За словами самого нардепа нині має дружину родом з Полтави.
В лютому 2018 року в мережу потрапив запис з єдиного реєстру боржників, який адмініструє Міністерство юстиції України, в якому нардеп Каплін Сергій Миколайович значитися як боржник по виплаті аліментів. Пізніше Сергій Миколайович спростував дану інформацію заявивши що це «афера» і пообіцяв поговорити з Міністром Юстиції Павлом Петренко «по-чоловічому».